# Kommissarin Lucas – Skizze einer Toten
Skizze einer Toten ist ein Film des ZDF, der Teil der Serie Kommissarin Lucas ist. Thomas Berger führte Regie bei dem 2006 ausgestrahlten Fernsehfilm. Ellen Lucas (Ulrike Kriener) ermittelt in ihrem fünften Fall in einer türkischen Familie und wird dabei mit den Problemen von Moslems in Deutschland und ihrer diskriminierenden Vorstellung über die Rolle der Frau und die Wichtigkeit der Familienehre konfrontiert. Neben Idil Üner, Jan Gregor Kremp und René Ifrah  als Haupt-Gaststars sind auch Stefanie von Poser, Tobias Oertel, Sissy Höfferer und Andreas Borcherding zu sehen.

## Handlung
Karin Berling wird auf offener Straße ermordet. Bei dem Versuch, ihr Hilfe zu leisten, wird auch ein Beamter vom Personenschutz tödlich verletzt, sodass das LKA an dem Fall mitarbeitet. Das Opfer war mit dem Moslem Cengiz Özgür befreundet und so hält es Kriminalhauptkommissarin Ellen Lucas für möglich, dass der Familie Özgür diese Verbindung missfiel und sie daraufhin tätig geworden ist. Ein Besuch bei der türkischen Familie untermauert diese Annahme aber nicht, denn angeblich sei Karin Berling bereit gewesen, Muslimin zu werden.
Weitere Ermittlungen führen zu der Anwältin und Frauenrechtlerin Tansu Nasiri, für die Karin Berling als Rechtsanwaltsgehilfin gearbeitet hat. Nasiri erhält seit Monaten Personenschutz, da sie immer wieder von muslimischen Extremisten bedroht wird. Der Anschlag könnte somit auch eine Verwechslung gewesen sein. Klaus Webert, der Exfreund des Opfers, beschuldigt Cengiz Özgür nachdrücklich der Tat. Er erzählt, dass Karin große Angst vor Özgür gehabt habe, seit sie ihre Arbeit bei Nasiri aufgenommen habe. Als sich Lucas mit der Juristin darüber unterhält, erfolgt plötzlich ein erneuter Anschlag auf die Anwältin. Mit einem großkalibrigen Gewehr wird auf beide Frauen geschossen, wobei die Kommissarin leicht verletzt wird. Unbeirrt setzt sie aber ihre Suche nach dem Mörder von Karin Berling fort. Eine wichtige Zeugin könnte Cengizs Schwester Leyla Özgür sein, doch diese hüllt sich in Schweigen. Um irgendwie weiterzukommen, hält Lucas einen Großeinsatz für nötig. Mit Unterstützung des SEK werden Cengiz Özgür und sein Bruder Mehmet unter dem Tatverdacht festgenommen, die Anschläge auf die Anwältin verübt und Karin Berling, sowie den Wachmann getötet zu haben. Allerdings fanden sich bei der Hausdurchsuchung weder die Tatwaffe noch andere Indizien.
Kommissarin Lucas versucht, die Brüder zu einem Geständnis zu bewegen. Sie konfrontiert sie mit ihren Ermittlungsergebnissen, denn sie hat herausgefunden, dass Karin mehr in Mehmet verliebt gewesen ist als in Cengiz und ihre Beziehung zu diesem beenden wollte. Der Ehrenkodex türkischer Familien verbietet aber, dass ein Bruder dem anderen die Frau wegnimmt. Karin jedoch war das egal, sie hatte sich für Mehmet entschieden, was dieser wiederum nicht zulassen konnte. Mitten im Verhör stürmt der Türke Yilmaz Kelek ins Präsidium und nimmt sich eine Geisel. Er fordert, dass man ihm Cengiz Özgür ausliefern solle. Özgür hätte vor einigen Monaten seine Schwester geschändet, die sich daraufhin erhängt hätte. Als es zu einem Handgemenge kommt, gerät Mehmet Özgür in die Reichweite von Kelek, der ihn mit seinem Messer schwer verletzt. Als er ins Krankenhaus gebracht wird, erklärt das Familienoberhaupt Cemal Özgür, dass sein Sohn Mehmet Karin getötet habe.
Yilmaz Kelek kann überführt werden, die Anschläge auf die Anwältin durchgeführt zu haben.

## Produktionsnotizen, Veröffentlichung
Skizze einer Toten wurde in München gedreht und am 21. Oktober 2006 zur Hauptsendezeit im ZDF erstausgestrahlt.
Die sechs ersten Folgen der Serie wurden am 8. Oktober 2010 von der Edel Germany GmbH auf DVD veröffentlicht, wobei die vierte Folge Das Verhör aus lizenzrechtlichen Gründen nicht mehr Teil der in Box 1 veröffentlichten sechs Folgen ist.

## Kritik
Tilmann P. Gangloff meinte bei tittelbach.tv anerkennend: „Autor Jochen Brunow hat eine ungemein komplexe, von Regisseur Thomas Berger noch zugespitzte Handlung komponiert, die sowohl dem diffizilen Thema wie auch der Figur und damit dem Sendeplatz gerecht wird: Der Film bleibt stets Krimi, auch wenn man gelegentlich gemeinsam mit der Kommissarin den Überblick verliert; doch das lässt sich in diesem Geflecht aus Ehre und Beziehungsdramatik nicht vermeiden. Besser noch als die Geschichte ist ihre Umsetzung: Dank einer dynamischen, aber nie hektischen Kamera (Torsten Breuer) und ungemein präzisen Darstellern ist Berger ein packender Krimi mit außergewöhnlichem Spannungsniveau gelungen, das sich in einem dramatischen Schlussdrittel sogar noch steigert.“
Bei Quotenmeter.de wertete Manuel Weis: „Mit ‚Skizze einer Toten‘ mit dem Autor Jochen Brunow ein wirklich spannender Samstag-Abend-Krimi gelungen. Wer nur die Inhaltsangabe liest, könnte meinen, dass das Thema „Konflikt mit einer muslimischen Familie“ zum dreißigsten Mal durchgekaut wird. Dem ist aber mitnichten so. Der Film versucht, ohne Vorurteile an das Thema heranzugehen – was ihm auch sehr gut gelingt. Ohnehin hat die Produktion das Prädikat ‚Realistisch‘ verdient.“
Die Kritiker der Fernsehzeitschrift TV Spielfilm vergaben nur eine mittlere Wertung (Daumen gerade), schrieben: „Parallelgesellschaften, islamischer Fundamentalismus, Politverschwörung, Liebeskummer – das ist keine Skizze mehr, sondern ein überladenes Bild“ und befanden: „Extrem vollgestopft und dialoglastig“.